# 伊號第十潛艦

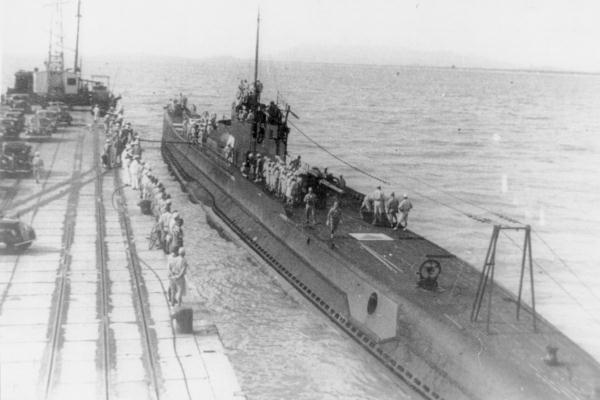
从槟城出航的伊10

伊号第十潜水艦（いごうだいじゅうせんすいかん）是日本海軍潜水艦。伊九型潜水艦（巡潜甲型）的2号舰。1944年（昭和19年）7月4日在塞班岛附近沉沒。

## 艦歷
- 1937年（昭和12年） 在第三次海軍補充计划（マル3計画）中立项建造
- 1938年（昭和13年）6月7日  在神戶川崎造船所开工。

- 1939年（昭和14年）9月20日（一说为29日） 下水。

- 1941年（昭和16年）10月31日 竣工。入佐世保鎮守府籍。太平洋战争开战时配属于第六艦隊第二潜水战隊.
  - 11月30日 作为先遣部隊于斐济群岛进行飛行偵察
  - 12月4日 前往萨摩亚群岛图图伊拉岛进行偵察。之后参加夏威夷作战
  - 12月10日 击沉貨船1艘。此后参與美国西海岸沿岸航線作战。
- 1942年 返回日本后，5月30日转移战场前往印度洋，对马达加斯加岛迭戈苏亚雷斯进行飛行偵察。在此后行动中共击沉商船7艘，并再次返回日本。在所罗门群岛周边海域执行任务并击沉2艘商船。

- 1943年 再次前往印度洋进行通商破壊任务并击沉6艘船只。

- 1944年 在楚克岛空袭中轻微受损。
  - 6月初 塞班岛的第六艦隊司令部救出に向かったが失敗。
  - 6月12日 馬久羅への飛行偵察任務を実施しているが
  - 6月28日 連絡を最後に消息不明。
  - 7月2日 塞班岛方面确定沉没。
  - 7月4日 据美国方面的记录，在美国海軍驱逐舰「デビッド・W・テイラー(David W.Taylor)」以及护卫驱逐舰「リドル(Riddle)」的攻击下沉没。自艦長以下103名官兵战死。
  - 10月10日 除籍。

击沉总数达到16艘，是帝国海军潜艇中最好的。

## 歴代艦長

### 艤装員長
1. 栢原保観[1]中校：1941年7月31日 -

### 艦長
1. 栢原保観[1]中校：1941年10月31日 -
2. 山田隆中校：1942年9月15日 -
3. 殿塚謹三中校：1943年4月15日 -
4. 中島清次中校：1944年1月31日 -